# Nguyễn Mạnh Hùng (thiếu tướng)
Nguyễn Mạnh Hùng (sinh ngày 24 tháng 7 năm 1962) là một doanh nhân và chính trị gia, Thiếu tướng Quân đội nhân dân Việt Nam. Ông hiện là Bộ trưởng Bộ Khoa học và Công nghệ trong Chính phủ Phạm Minh Chính cải tổ, ông nguyên là Bộ trưởng Bộ Thông tin và Truyền thông từ thời Chính phủ Nguyễn Xuân Phúc, nguyên Ủy viên Ban chỉ đạo Quốc gia phòng, chống dịch COVID-19. Trong Đảng Cộng sản Việt Nam, ông hiện là Ủy viên Ban Chấp hành Trung ương khóa XIII, Bí thư Đảng bộ Bộ Khoa học và Công nghệ.

## Thân thế và giáo dục
Nguyễn Mạnh Hùng sinh ngày 24 tháng 7 năm 1962 tại tỉnh Phú Thọ, nguyên quán ở thành phố Từ Sơn, tỉnh Bắc Ninh.
Năm 1979, ông thi đỗ vào Học viện Kỹ thuật Quân sự, khóa 14. Sau 1 năm học tại Học viện Kỹ thuật Quân sự đạt kết quả xuất sắc, ông được Bộ Quốc phòng tuyển chọn đi học kỹ sư quân sự tại Liên Xô.
Từ năm 1980 đến năm 1986, ông là học viên quân sự ngành vô tuyến điện Trường Đại học Thông tin Quân sự Ulyanovsk, Liên Xô (cũ).
Từ năm 1993 đến năm 1995, ông là sinh viên thạc sĩ ngành viễn thông Trường Đại học Tổng hợp Sydney, Úc.
Từ năm 1995 đến năm 1998, ông học MBA tại Trường Đại học Kinh tế Quốc dân Việt Nam.

## Sự nghiệp
Năm 1995, Nguyễn Mạnh Hùng giữ các vị trí trợ lý kỹ thuật, Phó trưởng phòng rồi Trưởng phòng Đầu tư Phát triển.
Năm 2000, bổ nhiệm giữ chức Phó giám đốc Công ty Viễn thông Quân đội.
Năm 2010, bổ nhiệm giữ chức Phó Tổng Giám đốc Tập đoàn Viễn thông Quân đội.
Ngày 1 tháng 3 năm 2014, ông được bổ nhiệm giữ chức Tổng Giám đốc Tập đoàn Viễn thông Quân đội 
Tháng 1 năm 2016, tại Đại hội đại biểu toàn quốc lần XII của Đảng, Nguyễn Mạnh Hùng trúng cử vào Ban Chấp hành Trung ương Đảng Cộng sản Việt Nam khóa XII.
Thụ phong quân hàm Thiếu tướng (2012)
Ngoài ra ông còn là Ủy viên Quân ủy Trung ương Việt Nam, Phó Chủ tịch HĐQT Ngân hàng thương mại cổ phần Quân đội.
Tháng 6 năm 2018, Nguyễn Mạnh Hùng được Thủ tướng bổ nhiệm giữ chức vụ Chủ tịch Hội đồng quản trị kiêm Tổng giám đốc Tập đoàn Công nghiệp – Viễn thông quân đội (Viettel).
Nguyễn Mạnh Hùng là một trong 10 nhân vật ICT Việt Nam tiêu biểu do giới truyền thông bình chọn, và đã tham gia buổi đàm thoại giữa ông và Chủ tịch Vingroup Phạm Nhật Vượng năm 2016
Ngày 23 tháng 7 năm 2018, Nguyễn Mạnh Hùng được Bộ Chính trị Ban Chấp hành Trung ương Đảng Cộng sản Việt Nam khóa 12 chỉ định giữ chức vụ Bí thư Ban Cán sự Đảng Cộng sản Việt Nam Bộ Thông tin và Truyền thông Việt Nam nhiệm kì 2016-2021 thay cho ông Trương Minh Tuấn bị kỉ luật thôi chức vụ này.
Ngày 25 tháng 7 năm 2018, tại quyết định số 900/QĐ-TTg, Nguyễn Mạnh Hùng được Thủ tướng Chính phủ Việt Nam Nguyễn Xuân Phúc giao Quyền Bộ trưởng Bộ Thông tin và Truyền thông Việt Nam.
Ngày 27 tháng 7 năm 2018, Phạm Minh Chính, Ủy viên Bộ Chính trị Ban Chấp hành Trung ương Đảng Cộng sản Việt Nam khóa 12, Trưởng ban Tổ chức Trung ương trao cho ông quyết định giữ chức Bí thư Ban Cán sự Đảng bộ Bộ Thông tin và Truyền thông Việt Nam kiêm Phó Trưởng Ban Tuyên giáo Trung ương Đảng Cộng sản Việt Nam nhiệm kì 2016-2021.
Sáng ngày 24 tháng 10 năm 2018, 461 trong tổng số 469 Đại biểu Quốc hội khóa 14 có mặt tại nghị trường (tổng số đại biểu 485) đã tán thành nghị quyết phê chuẩn ông Nguyễn Mạnh Hùng làm Bộ trưởng Bộ Thông tin và Truyền thông (tỉ lệ tán thành/tổng đại biểu là 95.05%) thay ông Trương Minh Tuấn, bị tạm đình chỉ công tác do có vi phạm trong dự án MobiFone mua AVG.
Ngày 30 tháng 1 năm 2021, tại Đại hội đại biểu toàn quốc lần thứ 13 của Đảng Cộng sản Việt Nam, ông được bầu làm ủy viên Ban Chấp hành Trung ương Đảng Cộng sản Việt Nam khóa 13 nhiệm kì 2021-2026.
Ngày 28 tháng 7 năm 2021: Tại kỳ họp thứ 1, Quốc hội khóa XV, được Quốc hội phê chuẩn, Chủ tịch nước bổ nhiệm giữ chức Bộ trưởng Bộ Thông tin và Truyền thông.
Ngày 25 tháng 8 năm 2021, Thủ tướng Chính phủ Phạm Minh Chính ký Quyết định số 1438/QĐ-TTg, bổ nhiệm ông Nguyễn Mạnh Hùng làm Ủy viên Ban chỉ đạo Quốc gia phòng, chống dịch COVID-19.
Ngày 18 tháng 2 năm 2025, ông được bổ nhiệm giữ chức vụ Bộ trưởng Bộ Khoa học và Công nghệ, sau khi bộ này sáp nhập với Bộ Thông tin và Truyền thông.

## Vi phạm, khuyết điểm
Ngày 13 tháng 4 năm 2023, Ủy ban Kiểm tra Trung ương cho là Ban cán sự đảng và bộ trưởng Nguyễn Mạnh Hùng, có một số vi phạm, khuyết điểm trong xây dựng, ban hành và tổ chức thực hiện quy chế làm việc; trong lãnh đạo, chỉ đạo tham mưu, xây dựng, tổ chức thực hiện thể chế, chính sách; trong quản lý nhà nước về thông tin, truyền thông, báo chí; trong công tác cán bộ và thực hiện một số dự án đầu tư công. Ủy ban yêu cầu họ kiểm điểm, rút kinh nghiệm sâu sắc; kịp thời lãnh đạo, chỉ đạo khắc phục các vi phạm, khuyết điểm đã được chỉ ra.